# Rusland op het Eurovisiesongfestival 2008

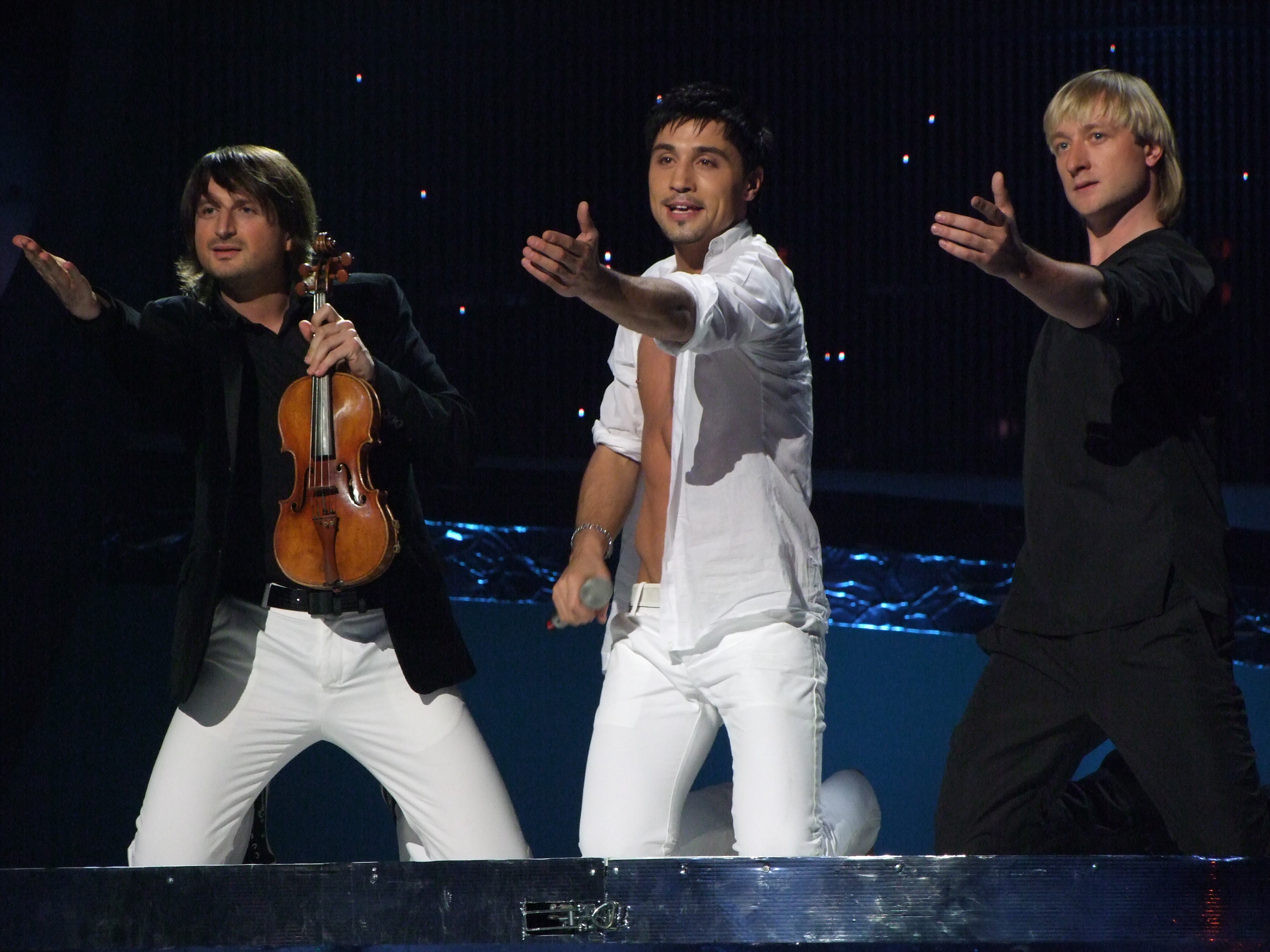
Russische bijdrage aan het Eurovisiesongfestival 2008

Rusland nam deel aan het Eurovisiesongfestival 2008 in Belgrado, Servië. Het was de 12de deelname van het land op het Eurovisiesongfestival. Rusland vaardigde voor de 2de maal Dima Bilan af, die met Believe naar Belgrado ging.

## Selectieprocedure
In tegenstelling tot vorig jaar, koos men opnieuw voor een nationale finale.
Geïnteresseerden konden hun inzending opsturen tussen 15 december 2007 en 1 februari 2008.
Op 16 februari werd bekend dat een panel van experten de 25 beste liedjes zou uitkiezen, deze mochten deelnemen aan de finale. Ook werden er nog twee gekozen in maart.
Op 9 maart vond de nationale plaats in de Akademitsjeski Concert Hall in Moskou, en werd gepresenteerd door Oxana Fedorova en Oskar Koetsjera.
De winnaar werd gekozen door een middel van jury en televoting.

| Volgorde | Artiest                        | Lied                       | Jury | Televoting | Punten | Plaats |
| -------- | ------------------------------ | -------------------------- | ---- | ---------- | ------ | ------ |
| 1        | A-Sortie                       | Colours of My Love         | 17   | 16         | 33     | 11     |
| 2        | Polina Smolova                 | Na rasstojanii dychanja    | 12   | 12         | 24     | 16     |
| 3        | Asılyar                        | Qarlığaçlar                | 1    | 1          | 2      | 27     |
| 4        | Zjenja Otradnaja               | Porque amor                | 25   | 25         | 50     | 3      |
| 5        | Aero                           | Siberia                    | 3    | 4          | 7      | 24     |
| 6        | Anna Moesjak & project William | The Needle                 | 22   | 19         | 41     | 7      |
| 7        | Nora Adam                      | "Gotta Let It Go"          | 2    | 2          | 4      | 26     |
| 8        | Natalia Terechova              | So Can You Tell Me         | 6    | 6          | 12     | 22     |
| 9        | Zjenja Rasskazova              | Otpoeskajoe tebja          | 19   | 21         | 40     | 8      |
| 10       | Dima Bilan                     | Believe                    | 27   | 27         | 54     | 1      |
| 11       | Helena Gorskaja                | Always All Alone           | 14   | 13         | 27     | 14     |
| 12       | Aleksandr Panajotov            | Crescent and Cross         | 26   | 26         | 52     | 2      |
| 13       | Pierre Narciss & Jam Sheriff   | Who Am I Without Your Love | 8    | 8          | 16     | 20     |
| 14       | Joelia Michaltsjik             | Cold Fingers               | 21   | 22         | 43     | 6      |
| 15       | Granat                         | Another Side of Midnight   | 11   | 10         | 21     | 18     |
| 16       | Sabrina                        | Wreck                      | 10   | 9          | 19     | 19     |
| 17       | BK!                            | Don't Break My Heart       | 5    | 5          | 10     | 23     |
| 18       | Aza Batajeva                   | It's No Dream              | 7    | 7          | 14     | 21     |
| 19       | Tamila Bloggy                  | Sny                        | 18   | 20         | 38     | 9      |
| 20       | Premier Ministr                | My - parallelnije miry     | 20   | 18         | 38     | 9      |
| 21       | Anatoli Aljosjin               | One More Try               | 13   | 11         | 24     | 16     |
| 22       | Aleksej Vorobjov               | New Russian Kalinka        | 23   | 23         | 46     | 5      |
| 23       | Roman Bezjin                   | I'm Missing                | 4    | 3          | 7      | 24     |
| 24       | Sergej Lazarev                 | Flyer                      | 24   | 24         | 48     | 4      |
| 25       | Natalia Astafjeva              | Tri Luny                   | 15   | 14         | 29     | 13     |
| 26       | Max Lorens & Satsoera          | Daj nam dozjd'             | 9    | 17         | 26     | 15     |
| 27       | Olga Varvoes                   | King of Seduction          | 16   | 15         | 31     | 12     |

## In Helsinki
Ondanks de goede prestatie in 2007, moest men aantreden in de eerste halve finale.
Men trad op als 18de net na Roemenië en voor Griekenland.
Men behaalde gemakkelijk de finale met een 3de plaats en 135 punten.
Twee landen hadden het maximum van de punten over voor de inzending.
België en Nederland hadden respectievelijk 3 en 2 punten over voor deze inzending.
Tijdens de finale trad Rusland als 24ste van 25 landen aan net na Servië en voor Noorwegen. Ze eindigden op de 1ste plaats met 272 punten, wat Rusland hun eerste (en voorlopig enige) overwinning gaf.
Men ontving 7 keer het maximum van de punten.
België en Nederland hadden respectievelijk 3 en 1 punten over voor deze inzending.

### Gekregen punten

#### Halve Finale 1
| 12 punten          | 10 punten               | 8 punten                                                   | 7 punten                                      | 6 punten              |
| ------------------ | ----------------------- | ---------------------------------------------------------- | --------------------------------------------- | --------------------- |
| - Armenië - Israël | - Estland - Griekenland | - Azerbeidzjan - Montenegro - Noorwegen - Polen - Roemenië | - Bosnië en Herzegovina - Moldavië - Slovenië | - Duitsland - Finland |
| 5 punten           | 4 punten                | 3 punten                                                   | 2 punten                                      | 1 punt                |
| - Spanje           | - Andorra - Ierland     | - België                                                   | - Nederland                                   |                       |

#### Finale
| 12 punten                                                                  | 10 punten                                            | 8 punten                                               | 7 punten                                        | 6 punten                                                             |
| -------------------------------------------------------------------------- | ---------------------------------------------------- | ------------------------------------------------------ | ----------------------------------------------- | -------------------------------------------------------------------- |
| - Armenië - Estland - Israël - Letland - Litouwen - Oekraïne - Wit-Rusland | - Finland - Hongarije - Moldavië - Roemenië - Servië | - Azerbeidzjan - Cyprus - Georgië - Malta - Montenegro | - Duitsland - Griekenland - Slovenië - Tsjechië | - Albanië - Bulgarije - Kroatië - Noord-Macedonië - Polen - Portugal |
| 5 punten                                                                   | 4 punten                                             | 3 punten                                               | 2 punten                                        | 1 punt                                                               |
| - Andorra - Ierland - Noorwegen - Spanje - Turkije                         | - Bosnië en Herzegovina                              | - België                                               |                                                 | - Frankrijk - Nederland                                              |

### Punten gegeven door Rusland

#### Halve Finale 1
Punten gegeven in de halve finale:
| 12 punten | Armenië      |
| 10 punten | Azerbeidzjan |
| 8 punten  | Israël       |
| 7 punten  | Noorwegen    |
| 6 punten  | Griekenland  |
| 5 punten  | Moldavië     |
| 4 punten  | Finland      |
| 3 punten  | Polen        |
| 2 punten  | Slovenië     |
| 1 punt    | Roemenië     |

#### Finale
Punten gegeven in de finale:
| 12 punten | Armenië      |
| 10 punten | Azerbeidzjan |
| 8 punten  | Oekraïne     |
| 7 punten  | Georgië      |
| 6 punten  | Israël       |
| 5 punten  | Noorwegen    |
| 4 punten  | Servië       |
| 3 punten  | Griekenland  |
| 2 punten  | Turkije      |
| 1 punt    | Kroatië      |

1994 · 1995 · 1996 · 1997 · 1998-1999 · 2000 · 2001 · 2002 · 2003 · 2004 · 2005 · 2006 · 2007 · 2008 · 2009 · 2010 · 2011 · 2012 · 2013 · 2014 · 2015 · 2016 · 2017 · 2018 · 2019 · 2020 · 2021 · 2022-2025